# Rimondeix
Rimondeix ist eine ehemalige französische Gemeinde mit 82 Einwohnern (Stand: 1. Januar 2021) im Département Creuse in der Region Nouvelle-Aquitaine. Sie gehörte zum Arrondissement Guéret.
Der Erlass des Präfekten vom 23. September 2015 legte mit Wirkung zum 1. Januar 2016 die Eingliederung von Rimondeix als Commune déléguée zusammen mit der früheren Gemeinde Parsac zur Commune nouvelle Parsac-Rimondeix fest.
Der Erlass der Präfektin vom 27. September 2024 legte mit Wirkung zum 1. Januar 2025 die Eingliederung von Parsac-Rimondeix zusammen mit der früheren Gemeinde Blaudeix zur neuen Commune nouvelle Parsac fest. Rimondeix besitzt seitdem keinen Status als Commune déléguée mehr.

## Geografie
Rimondeix liegt etwa 19 Kilometer ostnordöstlich von Guéret und etwa 31 Kilometer nördlich von Aubusson in der historischen Provinz der Marche. Der Ort befindet sich im Einzugsgebiet der Loire und wird vom Verraux, einem Nebenfluss der Petite Creuse, entwässert, der ihn im Nordosten begrenzt. Das Zentrum liegt auf einer Höhe von etwa 419 m. Das Bodenrelief ist hügelig mit einer maximalen Höhe von 444 m bei einer Erhebung im Süden und einer minimalen Höhe von 53 m, die im Norden beim Austritt des Verraux aus dem Ortsgebiet gemessen wird.
Teile des Gebiets von Rimondeix gehören zur 1052 Hektar großen ZNIEFF-Naturzone „Vallée du Verraux et ruisseaux affluents (Fragne, Clavérolles Rio Bazet“ (740120126)).
Umgeben wird Rimondeix von den Nachbargemeinden Clugnat im Nordwesten und Domeyrot im Norden und im Osten sowie von den Ortsteilen Parsac im Südosten und Blaudeix im Westen.

## Geschichte
Rimondeix ist insbesondere durch ihre Kirche mit der Geschichte der Templer verbunden, eines religiösen und militärischen Ordens, der aus dem christlichen Rittertum des Mittelalters hervorgegangen ist.
Ursprünglich Saint-Pierre-ès-Liens gewidmet, wurde sie von Sébrand de Chabot (1179–1198), Bischof von Limoges, den Templern geschenkt. Nach der Auflösung des Ordens im Jahr 1312 wurde die Pfarrei den Rittern des Heiligen Johannes von Jerusalem (gemeinhin als Hospitaliter bezeichnet) übertragen, dann der Komturei von Malta und wurde der Abhängigkeit der Nachbargemeinde Blaudeix unterstellt, wo sich eine Templerkirche befindet, die fast intakt geblieben ist, und wurde anschließend dem heiligen Johannes dem Täufer geweiht.

## Bevölkerungsentwicklung

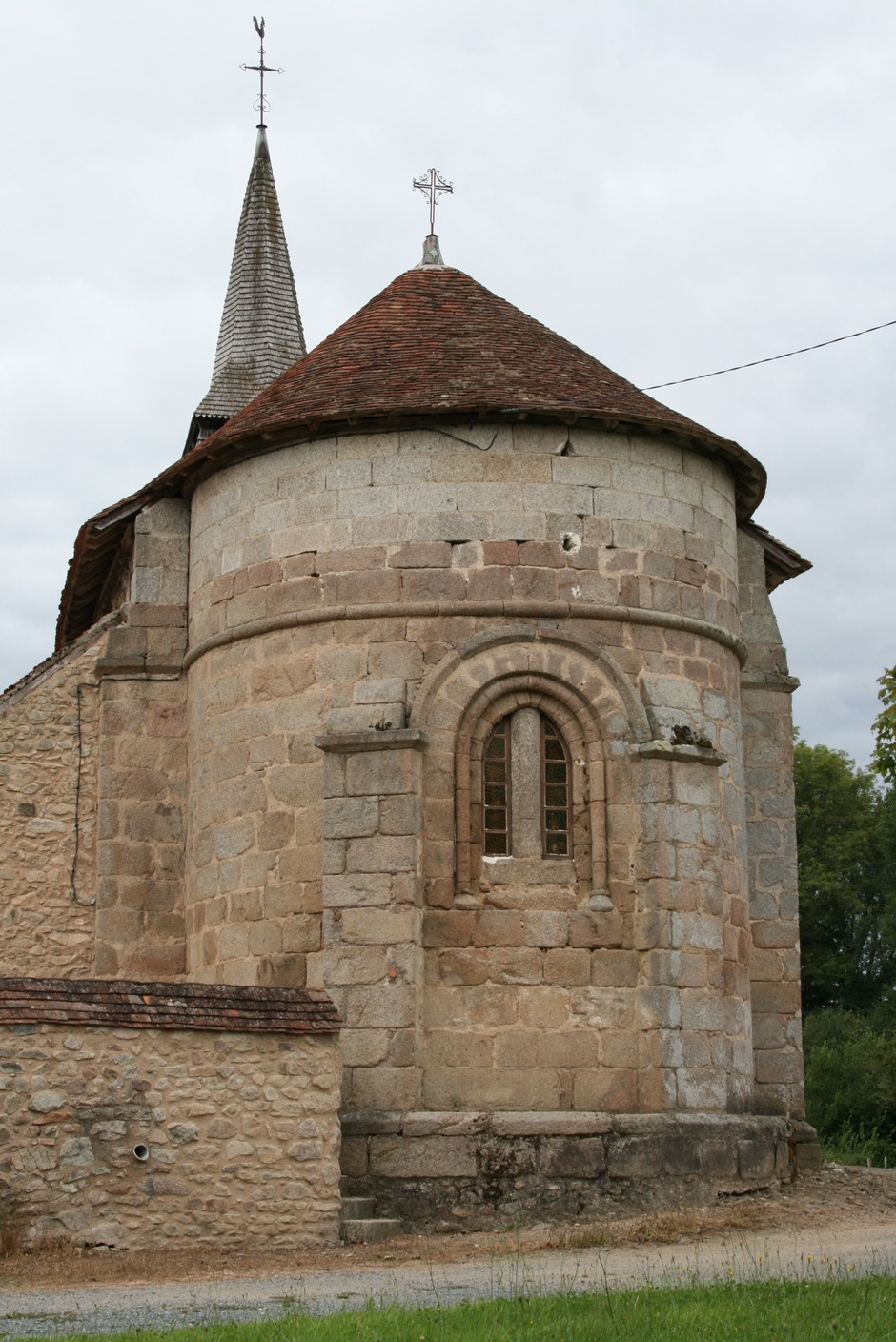
Kirche Saint-Jean-Baptiste

| Rimondeix: Einwohnerzahlen von 1793 bis 2020                                                                               | Rimondeix: Einwohnerzahlen von 1793 bis 2020 | Rimondeix: Einwohnerzahlen von 1793 bis 2020 | Rimondeix: Einwohnerzahlen von 1793 bis 2020 | Rimondeix: Einwohnerzahlen von 1793 bis 2020 |
| --- | -------------------------------------------- | -------------------------------------------- | -------------------------------------------- | -------------------------------------------- |
| Jahr |                                              |                                              |                                              | Einwohner                                    |
| 1793 | 1793                                         |                                              | 322                                          | 322                                          |
| 1800 | 1800                                         |                                              | 383                                          | 383                                          |
| 1806 | 1806                                         |                                              | 335                                          | 335                                          |
| 1821 | 1821                                         |                                              | 348                                          | 348                                          |
| 1831 | 1831                                         |                                              | 420                                          | 420                                          |
| 1836 | 1836                                         |                                              | 377                                          | 377                                          |
| 1841 | 1841                                         |                                              | 406                                          | 406                                          |
| 1846 | 1846                                         |                                              | 432                                          | 432                                          |
| 1851 | 1851                                         |                                              | 453                                          | 453                                          |
| 1856 | 1856                                         |                                              | 437                                          | 437                                          |
| 1861 | 1861                                         |                                              | 447                                          | 447                                          |
| 1866 | 1866                                         |                                              | 444                                          | 444                                          |
| 1872 | 1872                                         |                                              | 400                                          | 400                                          |
| 1876 | 1876                                         |                                              | 408                                          | 408                                          |
| 1881 | 1881                                         |                                              | 388                                          | 388                                          |
| 1886 | 1886                                         |                                              | 423                                          | 423                                          |
| 1891 | 1891                                         |                                              | 422                                          | 422                                          |
| 1896 | 1896                                         |                                              | 388                                          | 388                                          |
| 1901 | 1901                                         |                                              | 375                                          | 375                                          |
| 1906 | 1906                                         |                                              | 354                                          | 354                                          |
| 1911 | 1911                                         |                                              | 344                                          | 344                                          |
| 1921 | 1921                                         |                                              | 296                                          | 296                                          |
| 1926 | 1926                                         |                                              | 270                                          | 270                                          |
| 1931 | 1931                                         |                                              | 246                                          | 246                                          |
| 1936 | 1936                                         |                                              | 229                                          | 229                                          |
| 1946 | 1946                                         |                                              | 194                                          | 194                                          |
| 1954 | 1954                                         |                                              | 157                                          | 157                                          |
| 1962 | 1962                                         |                                              | 140                                          | 140                                          |
| 1968 | 1968                                         |                                              | 118                                          | 118                                          |
| 1975 | 1975                                         |                                              | 106                                          | 106                                          |
| 1982 | 1982                                         |                                              | 71                                           | 71                                           |
| 1990 | 1990                                         |                                              | 78                                           | 78                                           |
| 1999 | 1999                                         |                                              | 73                                           | 73                                           |
| 2006 | 2006                                         |                                              | 96                                           | 96                                           |
| 2013 | 2013                                         |                                              | 74                                           | 74                                           |
| 2020 | 2020                                         |                                              | 85                                           | 85                                           |
| Quelle(n): EHESS/Cassini bis 1999, INSEE ab 2006 Anmerkung(en): Ab 1962 offizielle Zahlen ohne Einwohner mit Zweitwohnsitz |                                              |                                              |                                              |                                              |

## Sehenswürdigkeiten
- Kirche Saint-Jean-Baptiste aus dem 12. Jahrhundert. Von der ursprünglichen Kirche ist nur noch die halbrunde Apsis aus dem 17. Jahrhundert erhalten. Der spitze Glockenturm ist mit Schindeln gedeckt. Das Langhaus scheint ein Neubau aus dem späten 18. Jahrhundert zu sein. Fassaden und Dächer sowie das Innere der Apsis sind seit 1980 als Monument historique eingeschrieben.